# Bachas
Cet article possède un paronyme, voir Bachos.
Bachas est une commune française située dans l'ouest du département de la Haute-Garonne en région Occitanie. Sur le plan historique et culturel, la commune fait partie du pays de Comminges, correspondant à l’ancien comté de Comminges, circonscription de la province de Gascogne située sur les départements actuels du Gers, de la Haute-Garonne, des Hautes-Pyrénées et de l'Ariège.
Exposée à un climat océanique altéré, elle est drainée par la Louge et par divers autres petits cours d'eau. La commune possède un patrimoine naturel remarquable composé d'une zone naturelle d'intérêt écologique, faunistique et floristique.
Bachas est une commune rurale qui compte 89 habitants en 2022, après avoir connu un pic de population de 383 habitants en 1856. Elle fait partie de l'aire d'attraction de Toulouse. Ses habitants sont appelés les Bachassois ou  Bachassoises.

## Géographie

### Localisation
La commune de Bachas se trouve dans le département de la Haute-Garonne, en région Occitanie.
Cette commune est située dans le Comminges, à 27 km au nord-est de Saint-Gaudens.
Elle se situe à 57 km à vol d'oiseau de Toulouse, préfecture du département, à 23 km de Saint-Gaudens, sous-préfecture, et à 13 km de Cazères, bureau centralisateur du canton de Cazères dont dépend la commune depuis 2015 pour les élections départementales.
La commune fait en outre partie du bassin de vie de Martres-Tolosane.
Les communes les plus proches sont : 
Alan (1,7 km), Terrebasse (2,2 km), Samouillan (2,2 km), Benque (2,3 km), Montoulieu-Saint-Bernard (2,7 km), Francon (3,3 km), Marignac-Laspeyres (3,9 km), Boussan (4,0 km).
Sur le plan historique et culturel, Bachas fait partie du pays de Comminges, correspondant à l’ancien comté de Comminges, circonscription de la province de Gascogne située sur les départements actuels du Gers, de la Haute-Garonne, des Hautes-Pyrénées et de l'Ariège.
Bachas est limitrophe de quatre autres communes.
Les communes limitrophes sont  Alan, Benque, Samouillan et Terrebasse.
|        | Samouillan |            |
| Benque | Bachas     | Terrebasse |
|        | Alan       |            |

### Géologie et relief
La superficie de la commune est de 262 hectares ; son altitude varie de 272  à   364 mètres.

### Hydrographie

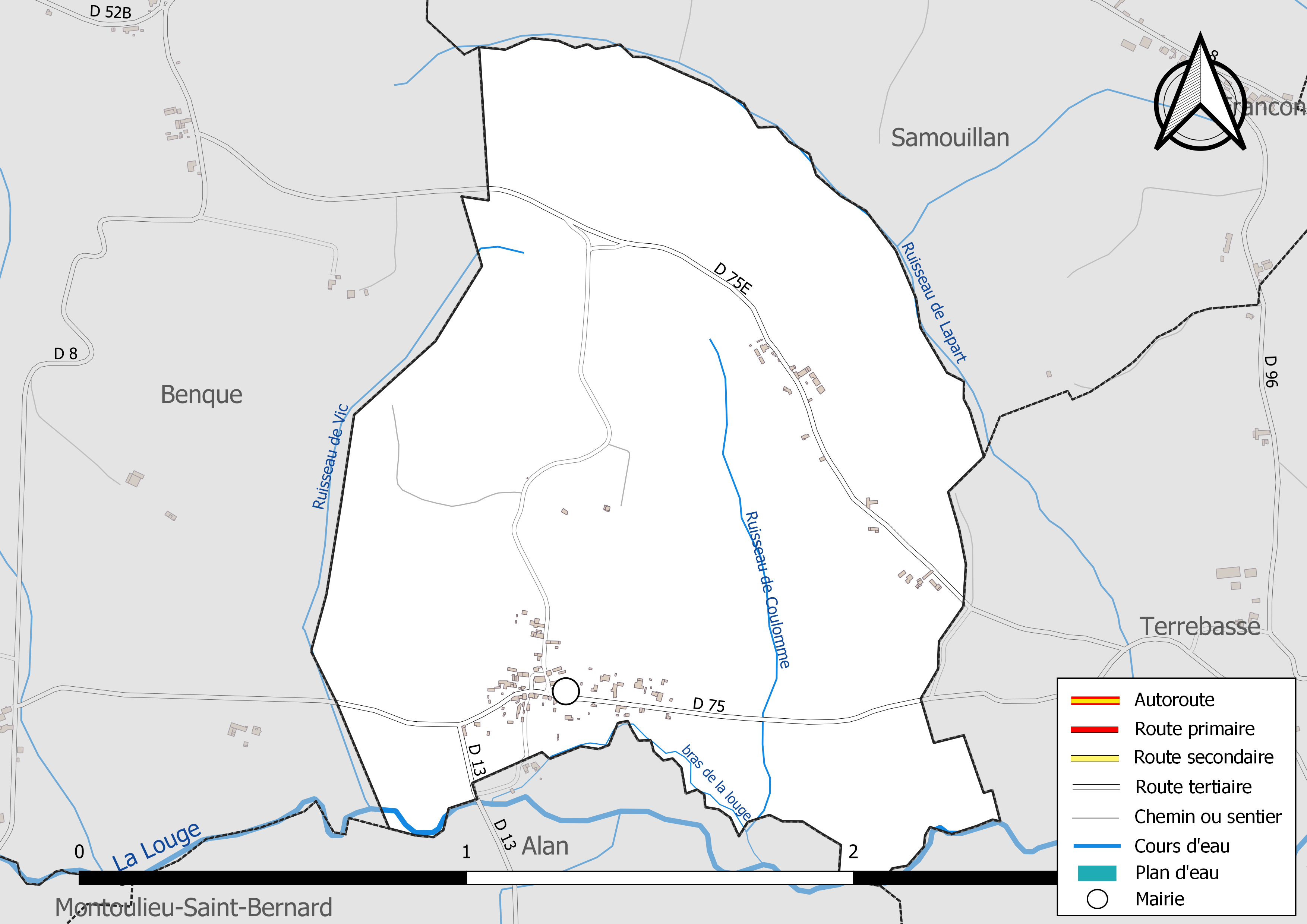
Réseaux hydrographique et routier de Bachas.

La commune est dans le bassin de la Garonne, au sein du bassin hydrographique Adour-Garonne. Elle est drainée par la Louge, le ruisseau de Coulomme, le ruisseau de Lapart et le ruisseau de Vic, constituant un réseau hydrographique de 3 km de longueur totale,.
La Louge, d'une longueur totale de 100 km, prend sa source dans la commune de Villeneuve-Lécussan et s'écoule du sud-ouest vers le nord-est. Elle traverse la commune et se jette dans la Garonne à Muret, après avoir traversé 34 communes.

### Climat
Pour des articles plus généraux, voir Climat de l'Occitanie et Climat de la Haute-Garonne.
En 2010, le climat de la commune est de type climat océanique altéré, selon une étude s'appuyant sur une série de données couvrant la période 1971-2000. En 2020, Météo-France publie une typologie des climats de la France métropolitaine dans laquelle la commune est toujours exposée à un climat océanique altéré et est dans la région climatique Aquitaine, Gascogne, caractérisée par une pluviométrie abondante au printemps, modérée en automne, un faible ensoleillement au printemps, un été chaud (19,5 °C), des vents faibles, des brouillards fréquents en automne et en hiver et des orages fréquents en été (15 à 20 jours).
Pour la période 1971-2000, la température annuelle moyenne est de 12,7 °C, avec une amplitude thermique annuelle de 15,1 °C. Le cumul annuel moyen de précipitations est de 839 mm, avec 9,6 jours de précipitations en janvier et 6,3 jours en juillet. Pour la période 1991-2020, la température moyenne annuelle observée sur la station météorologique la plus proche, située sur la commune de Palaminy à 12 km à vol d'oiseau, est de 13,2 °C et le cumul annuel moyen de précipitations est de 715,2 mm,. Pour l'avenir, les paramètres climatiques de la commune estimés pour 2050 selon différents scénarios d’émission de gaz à effet de serre sont consultables sur un site dédié publié par Météo-France en novembre 2022.

### Milieux naturels et biodiversité

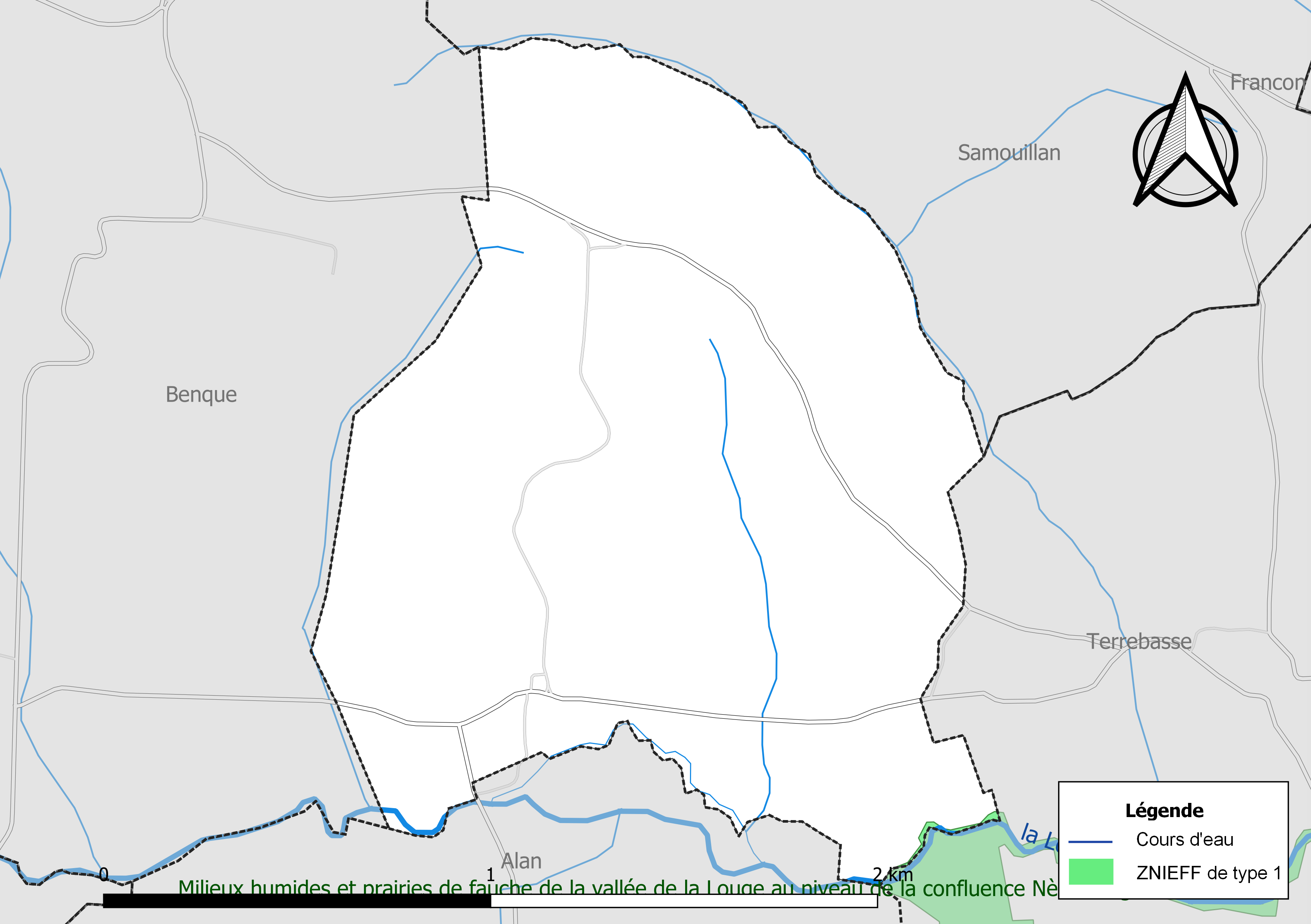
Carte de la ZNIEFF de type 1 localisée sur la commune.

L’inventaire des zones naturelles d'intérêt écologique, faunistique et floristique (ZNIEFF) a pour objectif de réaliser une couverture des zones les plus intéressantes sur le plan écologique, essentiellement dans la perspective d’améliorer la connaissance du patrimoine naturel national et de fournir aux différents décideurs un outil d’aide à la prise en compte de l’environnement dans l’aménagement du territoire.
Une ZNIEFF de type 1 est recensée sur la commune :
les « milieux humides et prairies de fauche de la vallée de la Louge au niveau de la confluence Nère-Louge » (305 ha), couvrant 8 communes du département.

## Urbanisme

### Typologie
Au 1er janvier 2024, Bachas est catégorisée commune rurale à habitat très dispersé, selon la nouvelle grille communale de densité à sept niveaux définie par l'Insee en 2022.
Elle est située hors unité urbaine. Par ailleurs la commune fait partie de l'aire d'attraction de Toulouse, dont elle est une commune de la couronne,. Cette aire, qui regroupe 527 communes, est catégorisée dans les aires de 700 000 habitants ou plus (hors Paris),.

### Occupation des sols

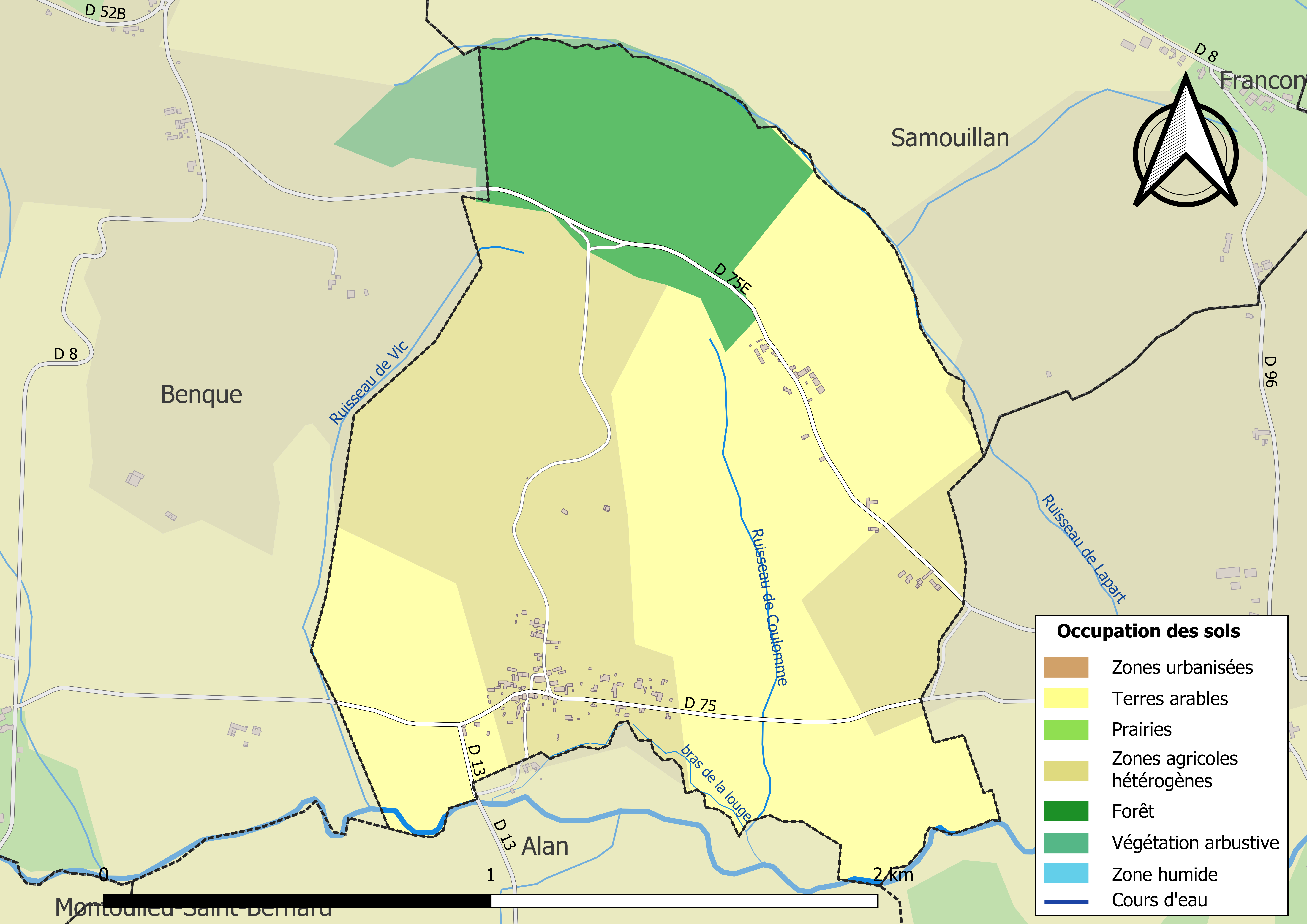
Carte des infrastructures et de l'occupation des sols de la commune en 2018 (CLC).

L'occupation des sols de la commune, telle qu'elle ressort de la base de données européenne d’occupation biophysique des sols Corine Land Cover (CLC), est marquée par l'importance des territoires agricoles (85,1 % en 2018), une proportion identique à celle de 1990 (85,1 %). La répartition détaillée en 2018 est la suivante : 
terres arables (49,6 %), zones agricoles hétérogènes (35,5 %), forêts (14,9 %). L'évolution de l’occupation des sols de la commune et de ses infrastructures peut être observée sur les différentes représentations cartographiques du territoire : la carte de Cassini (XVIIIe siècle), la carte d'état-major (1820-1866) et les cartes ou photos aériennes de l'IGN pour la période actuelle (1950 à aujourd'hui).

### Risques majeurs
Le territoire de la commune de Bachas est vulnérable à différents aléas naturels : météorologiques (tempête, orage, neige, grand froid, canicule ou sécheresse), inondations et séisme (sismicité faible). Un site publié par le BRGM permet d'évaluer simplement et rapidement les risques d'un bien localisé soit par son adresse soit par le numéro de sa parcelle.
Certaines parties du territoire communal sont susceptibles d’être affectées par le risque d’inondation par débordement de cours d'eau, notamment la Louge. La commune a été reconnue en état de catastrophe naturelle au titre des dommages causés par les inondations et coulées de boue survenues en 1982, 1999 et 2009,.

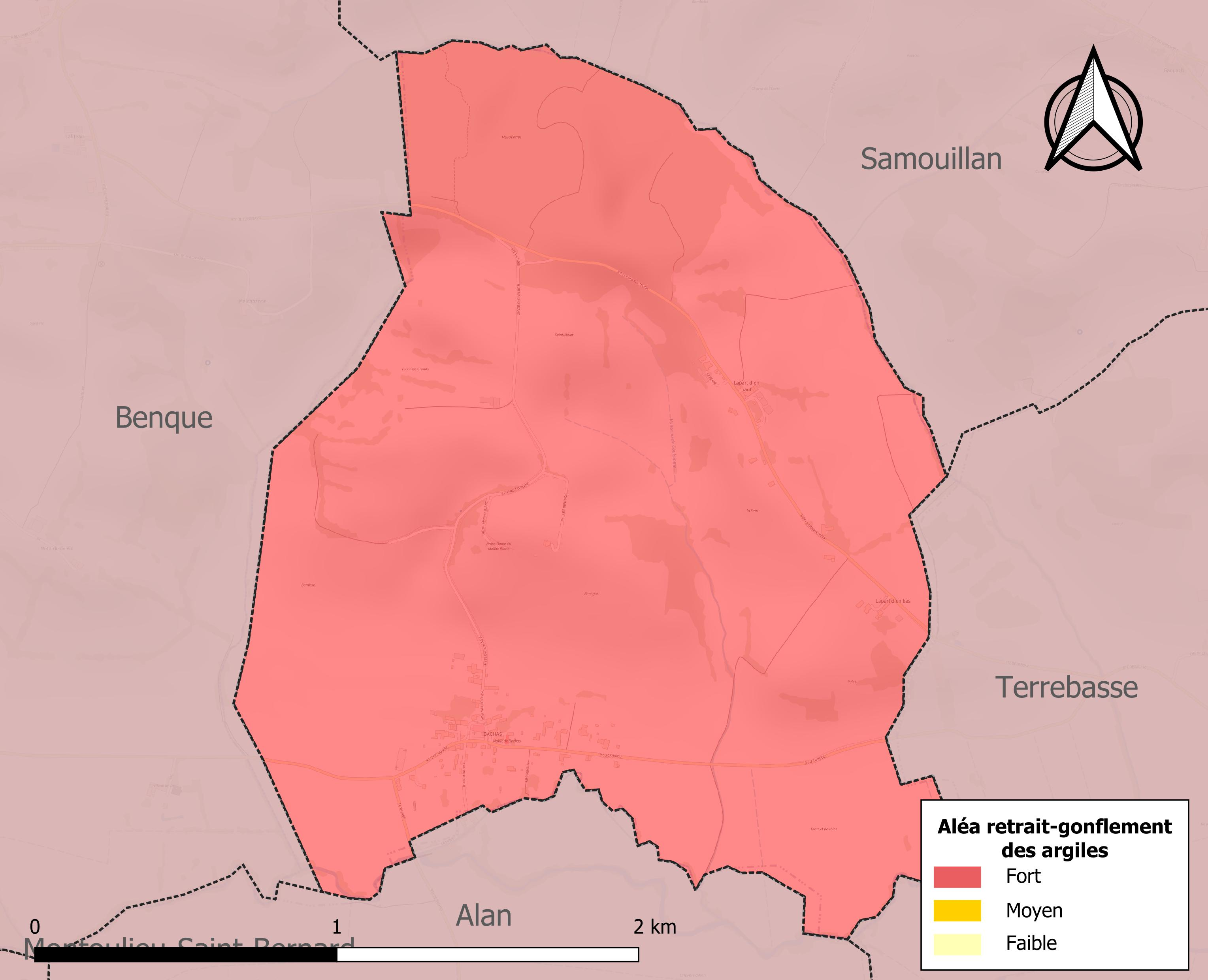
Carte des zones d'aléa retrait-gonflement des sols argileux de Bachas.

Le retrait-gonflement des sols argileux est susceptible d'engendrer des dommages importants aux bâtiments en cas d’alternance de périodes de sécheresse et de pluie. La totalité de la commune est en aléa moyen ou fort (88,8 % au niveau départemental et 48,5 % au niveau national). Sur les 44 bâtiments dénombrés sur la commune en 2019, 44 sont en aléa moyen ou fort, soit 100 %, à comparer aux 98 % au niveau départemental et 54 % au niveau national. Une cartographie de l'exposition du territoire national au retrait gonflement des sols argileux est disponible sur le site du BRGM,.
Par ailleurs, afin de mieux appréhender le risque d’affaissement de terrain, l'inventaire national des cavités souterraines permet de localiser celles situées sur la commune.
Concernant les mouvements de terrains, la commune a été reconnue en état de catastrophe naturelle au titre des dommages causés par la sécheresse en 1989, 1993, 2003, 2011, 2012 et 2016 et par des mouvements de terrain en 1999.

## Histoire
De nombreux vestiges gallo-romains sont découverts sur le site de Barrère, dont des tuiles, de la mosaïque, des céramiques et des objets religieux. À partir du XIIIe siècle, Alan se développe sous l'impulsion des évêques du Comminges, et Bachas devient son annexe. Les ecclésiastiques y exercent le droit de justice, qu'ils conservent jusqu'en 1789. Trois familles se partagent également le territoire, intégré à la châtellenie d'Aurignac, mais seuls les Vic portent le titre de seigneur de Bachas. Les biens nobles représentent au XVIIe siècle le tiers de la surface, alors que la population ne dispose que de 40 hectares et compte 57 propriétaires.
En 1790 se déroule l'élection du premier maire, rapportée dans les archives municipales. Tous les citoyens actifs sont conviés à une assemblée tenue dans l'église. Le docteur Sengès se présente et leur explique les mérites du nouveau système. Le vote a ensuite lieu.
Dans les années 1830, le maire Joseph Lécussan œuvre pour l'amélioration du cadre de vie des habitants, plantant notamment plusieurs espèces d'arbres. Le curé Chac est ensuite à l'origine de travaux de reconstruction importants.
En poste en 1886, l'instituteur public Desbarax cherche à faire appliquer la loi du 28 mars 1882 sur l'instruction obligatoire. Pour mettre fin aux absences répétées des élèves, il envisage de mettre en place une amende pour les parents n'ayant pas de justification à apporter.
En 1909, une maîtresse de couture est nommée pour les jeunes filles.

## Politique et administration

### Administration municipale
Le nombre d'habitants au recensement de 2017 étant compris entre 0 et 99, le nombre de membres du conseil municipal pour l'élection de 2020 est de sept,.

### Rattachements administratifs et électoraux
Commune faisant partie de la huitième circonscription de la Haute-Garonne, de la communauté de communes Cœur et Coteaux de Comminges et du canton de Cazères (avant le redécoupage départemental de 2014, Bachas faisait partie de l'ex-canton d'Aurignac et avant le 1er janvier 2017, de la communauté de communes des Terres d'Aurignac).

### Liste des maires
| Période                                  | Période   | Identité       | Étiquette | Qualité |
| ---------------------------------------- | --------- | -------------- | --------- | ------- |
| Les données manquantes sont à compléter. |           |                |           |         |
| juin 1999                                | mars 2014 | Marcel Berges  | PS        |         |
| mars 2014                                | mai 2020  | Hervé Cheylat  | SE        |         |
| mai 2020                                 | En cours  | Bouziane Brini | SE        |         |

## Population et société

### Démographie
| 1793 | 1800 | 1806 | 1821 | 1831 | 1836 | 1841 | 1846 | 1851 |
| ---- | ---- | ---- | ---- | ---- | ---- | ---- | ---- | ---- |
| 283  | 271  | 287  | 318  | 320  | 307  | 307  | 307  | 314  |

| 1856 | 1861 | 1866 | 1872 | 1876 | 1881 | 1886 | 1891 | 1896 |
| ---- | ---- | ---- | ---- | ---- | ---- | ---- | ---- | ---- |
| 383  | 377  | 351  | 283  | 289  | 274  | 270  | 263  | 245  |

| 1901 | 1906 | 1911 | 1921 | 1926 | 1931 | 1936 | 1946 | 1954 |
| ---- | ---- | ---- | ---- | ---- | ---- | ---- | ---- | ---- |
| 222  | 213  | 192  | 152  | 145  | 140  | 142  | 109  | 118  |

| 1962 | 1968 | 1975 | 1982 | 1990 | 1999 | 2005 | 2006 | 2010 |
| ---- | ---- | ---- | ---- | ---- | ---- | ---- | ---- | ---- |
| 98   | 103  | 91   | 67   | 69   | 75   | 68   | 67   | 59   |

| 2015 | 2020 | 2022 | - | - | - | - | - | - |
| ---- | ---- | ---- | - | - | - | - | - | - |
| 69   | 86   | 89   | - | - | - | - | - | - |

| selon la population municipale des années : | 1968 | 1975 | 1982 | 1990 | 1999 | 2006 | 2009 | 2013 |
| Rang de la commune dans le département      | 277  | 349  | 455  | 378  | 409  | 423  | 422  | 424  |
| Nombre de communes du département           | 592  | 582  | 586  | 588  | 588  | 588  | 589  | 589  |

## Économie

### Emploi
|                | 2008  | 2013  | 2018   |
| -------------- | ----- | ----- | ------ |
| Commune        | 9,1 % | 7,3 % | 14,3 % |
| Département    | 7,7 % | 9,6 % | 9,3 %  |
| France entière | 8,3 % | 10 %  | 10 %   |

En 2018, la population âgée de 15 à 64 ans s'élève à 43 personnes, parmi lesquelles on compte 81,6 % d'actifs (67,3 % ayant un emploi et 14,3 % de chômeurs) et 18,4 % d'inactifs,. Depuis 2008, le taux de chômage communal (au sens du recensement) des 15-64 ans est supérieur à celui de la France et du département.
La commune fait partie de la couronne de l'aire d'attraction de Toulouse, du fait qu'au moins 15 % des actifs travaillent dans le pôle,. Elle compte 9 emplois en 2018, contre 4 en 2013 et 3 en 2008. Le nombre d'actifs ayant un emploi résidant dans la commune est de 29, soit un indicateur de concentration d'emploi de 30,3 % et un taux d'activité parmi les 15 ans ou plus de 59,7 %.
Sur ces 29 actifs de 15 ans ou plus ayant un emploi, 9 travaillent dans la commune, soit 30 % des habitants. Pour se rendre au travail, 72,7 % des habitants utilisent un véhicule personnel ou de fonction à quatre roues, 6,1 % les transports en commun, 3 % s'y rendent en deux-roues, à vélo ou à pied et 18,2 % n'ont pas besoin de transport (travail au domicile).

### Activités hors agriculture
8 établissements sont implantés  à Bachas au 31 décembre 2019.
Le secteur de la construction est prépondérant sur la commune puisqu'il représente 25 % du nombre total d'établissements de la commune (2 sur les 8 entreprises implantées  à Bachas), contre 12 % au niveau départemental.

### Agriculture
|               | 1988 | 2000 | 2010 | 2020 |
| ------------- | ---- | ---- | ---- | ---- |
| Exploitations | 7    | 3    | 1    | 2    |
| SAU (ha)      | 145  | 24   | 1    | 67   |

La commune est dans les « Coteaux de Gascogne », une petite région agricole occupant une partie ouest du département de la Haute-Garonne, constitué d'un relief de cuestas et de vallées peu profondes, creusés par les rivières issues du massif pyrénéen, avec une activité de polyculture et d’élevage. En 2020, l'orientation technico-économique de l'agriculture  sur la commune est l'élevage de bovins, pour la viande. Deux exploitations agricoles ayant leur siège dans la commune sont dénombrées lors du recensement agricole de 2020 (sept en 1988). La superficie agricole utilisée est de 67 ha,,.

## Culture locale et patrimoine

### Lieux et monuments
- Église Notre-Dame de Bachas.
- Chapelle Notre-Dame du Mailho Blanc.